# ОШ „Јанко Веселиновић” Црна Бара
ОШ „Јанко Веселиновић” је основна школа која се налази у насељу Црна Бара, општина Богатић. Основана је 1879. године. Школа има два издојена оделења: у Глоговцу и Совљаку.

## Опште информације[1]
У издвојеном одељењу у Глоговцу образовно – васпитни процес се организује кроз рад у комбинованим одељенима, у преподневној смени.
Оскудни подаци говоре да је школа у Совљаку почела са радом 1903. године. Образовно-васпитни рад се организује кроз рад у комбинованим одељењима у две смене.

## Историјат
Званичан почетак рада матичне осморазредне школе у Црној Бари је из 1879. године, а оснивачем се сматра Милош Милојевић, историчар. Према неким другим подацима, сматра се да је школа постојала и раније. Од 1962. постала је матична школа за Црну Бару, Глоговац и Совљак. Од 1977. Седишта школске управе налази се у Црној Бари. Пред початак Другог светског рата школа је носила име „Милош Милојевић“, а после тога ОШ „Јанко Веселиновић“.
Први поуздани писани подаци говоре да је школа у Глоговцу међу најстаријим школама у Србији. Отворена је 1824. године. Овој школи у то време, гравитирали су ученици из: Глоговца, Црне Баре, Бановог поља, Совљака и Салаша Црнобарског. До Другог светског рата функционисала је као нижа гимназија и дуже време била је матична школа. У овој школи био је и ученик и учитељ Јанко Веселиновић. 
Издвојена четвероразредна јединица у Совљаку основана је 1903. године.

## Школски лист Вајат
На конкутсу за најбое осноношколске и средњошколске листове и часописе у школској 2020/2021. години, школски часопис је добио похвалу: "Комисија похваљује школска гласила основних школа која су се јавила својим првим одштампаним примерцима: ВАЈАТ, ОШ „Јанко Веселиновић”, из Црне Баре." Објављен је 10 број.

## Галерија
- Подручно оделење у Совјаку
- Подручно оделење у Глоговцу